# Hrodna (província)
Hrodna (em bielorrusso: Гродненская вобласць) é uma das seis voblasts (província) da Bielorrússia.

## Distritos
A voblast de Hrodna está dividida em 12 distritos (rayoni, singular rayon):
- Hrodna
- Lida
- Slonim
- Vaukavysk
- Smarhon
- Navahrudak
- Masty
- Ščučyn
- Ašmiany
- Bierastavitsa
- Skidziel
- Dziatlava